# Char B1
Char B1 – francuski czołg średni z okresu II wojny światowej.

## Historia
Char B1 z wyglądu przypominał pojazd pancerny z okresu I wojny światowej, gdyż jego koncepcja powstała zaledwie kilka lat po jej zakończeniu. Początkowo miał być działem samobieżnym uzbrojonym w haubicę 75 mm, umieszczoną w kadłubie. Później, już na początku lat 30., dodano do niego wieżę z armatą 47 mm, co zmieniło jednocześnie jego przeznaczenie na czołg ciężki. Pierwsze prace nad konstrukcją rozpoczęto w 1921 roku, jednak wielokrotnie były przerywane, przez co można w niej znaleźć rozwiązania z różnych okresów rozwoju technik budowy broni pancernej. Prototyp czołgu B1 ukończono w 1935 roku i był to jeden z najpotężniejszych wozów bojowych tamtego okresu. Ostateczna wersja otrzymała nazwę Char B1-bis i posiadała pancerz wzmocniony do 60 mm, zmodyfikowaną wieżę i silnik o większej mocy. Jej produkcję rozpoczęto w 1937 roku i do roku 1940 zbudowano 403 egzemplarze tego pojazdu.

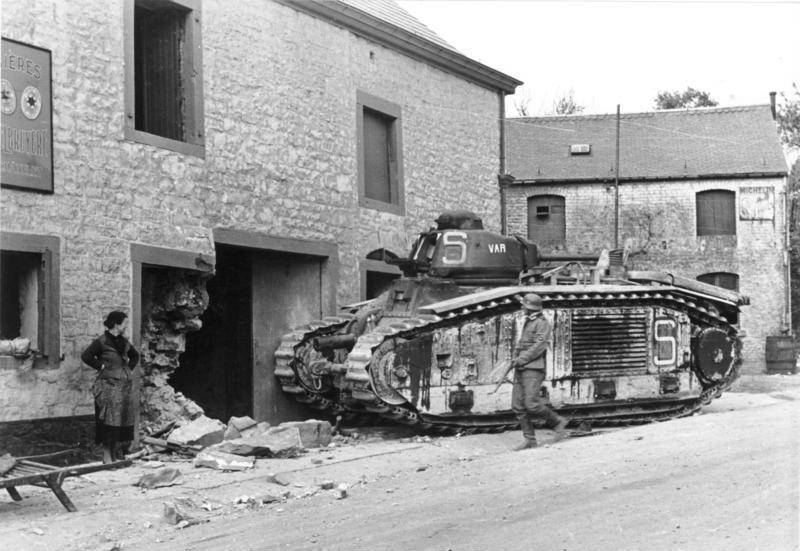
Jeden ze zdobytych przez Niemców B1. Bezpośrednio po uruchomieniu czołgu, Niemcy wjechali w budynek.

Z powodu silnego opancerzenia i uzbrojenia Char B1-bis, który był w stanie zniszczyć każdy niemiecki wóz bojowy używany w 1940 roku, stanowił psychologiczny wstrząs dla niemieckich żołnierzy. Jego potencjał nie został jednak w pełni wykorzystany, z jednej strony ze względu na rozproszenie tych maszyn na długim odcinku frontu, z drugiej – z uwagi na ich dużą wrażliwość na awarie i uszkodzenia (wiele wozów tego typu dostało się w ręce wroga niezniszczonych, ponieważ zostały porzucone przez własne załogi).
Potężnie uzbrojony czołg okazał się jednak groźny głównie w teorii. Po raz kolejny nie sprawdziła się francuska koncepcja, w myśl której dowódca czołgu miał obsługiwać główne uzbrojenie pojazdu. W warunkach szybko zmieniającego się pola walki dowodzenie czołgiem, wyszukiwanie i atakowanie celów przerastało możliwości jednego człowieka. Dodatkowym minusem było źle zaprojektowane gniazdo armaty 75 mm, umieszczonej w kadłubie. Wskutek braku miejsca w kadłubie praktycznie niemożliwe było celowanie w płaszczyźnie poziomej.
Chociaż większość B1 i B1-bis padła łupem niemieckiej artylerii polowej i przeciwpancernej, to jednak w bezpośrednim pojedynku pancernym potrafiły one dać się we znaki niemieckim czołgistom. 16 maja 1940 roku pod Stonne pojedynczy pojazd tego typu, noszący nazwę Eure (pod dowództwem kapitana Pierre’a Billotte’a), zaatakował frontalnie grupę niemieckich wozów i zniszczył 13 z nich (PzKpfw III i PzKpfw IV), sam zaś, pomimo otrzymania 140 trafień, wycofał się z walki niezniszczony. Również zachowała się relacja gen. Heinza Guderiana, który uznał przeciwpancerne działo 47 mm za całkowicie nieskuteczne wobec grubego pancerza francuskiego czołgu.